# Mehmet Shehu
Mehmet Shehu (n. 10 ianuarie 1913, Çorrush⁠(d), Kutë⁠(d), Regiunea Fier, Albania – d. 17 decembrie 1981, Tirana, Albania) a fost un politician comunist albanez care a deținut funcția de prim-ministru al Albaniei între 1954 și 1981. Fiind un priceput tactician militar, fără a cui conducere partizanii comuniști albanezi puteau foarte probabil să eșueze în lupta lor de a câștiga Albania pentru cauza marxistă, Shehu a arătat o înțelegere ideologică și etică a muncii care l-a individualizat pentru o înaintare iute în partidul comunist.

## Biografie
Mehmet Shehu a urmat o școală americană vocațională sponsorizata de către American Junior Red Cross din Tirana și a învățat limba engleză. A studiat la o școală militara la Napoli pe o bursă de studiu în 1935 dar a fost trimis acasă din pricina părerilor sale anti-fasciste. Apoi s-a antrenat pentru o carieră militară la Tirana și și-a pus antrenamentul la iveală în calitatea de comandant de batalion al Brigăzii Internaționale Garibaldi (parte a brigăzilor internaționale comuniste care au luptat în Războiul Civil din Spania). După înfrângere, a fost internat în Franța. În 1942 s-a întors în Albania (aflată sub ocupație italiană), pentru a se alătura partizanilor și, în același an, devine comandant militar al Armatei Naționale de Eliberare Albaneză.
În 1948, Shehu a "epurat" din partid elementul care "a încercat să separe Albania de Uniunea Sovietică și s-o ducă sub influența Belgradului". Acest lucru l-a făcut cea mai apropiată persoană de Enver Hodja și l-a adus în funcții înalte. Totuși, el a rămas în umbra lui Hodja.
Shehu a fost omul de încredere al lui Enver Hodja și al doilea cel mai puternic om din statul albanez. Acesta moare în 1981 și este succedat de Adil Çarçani în funcția de prim-ministru.

## Moartea
Pe 17 decembrie 1981, Mehmet Shehu a fost găsit mort în dormitorul său din Tirana cu o rană de glonte la cap. Conform anunțului oficial (18 decembrie) Mehmet s-a sinucis într-o cădere nervoasă.
Mai târziu, fiul lui Mehmet Shehu a pornit o campanie pentru a dovedi că tatăl său a fost de fapt omorât. Conform unora, Shehu începuse să vorbească deschis împotriva politicii izolaționiste a lui Hodja. Văduva lui Shehu și doi dintre fii săi au fost arestați fără nicio explicație și închiși mai târziu pentru diferite pretexte.
După moarte, acesta a fost numit spion nu doar pentru Iugoslavia, dar și pentru CIA și KGB. În cartea Titoites (1982) a lui Enver Hodja, mai multe capitole sunt dedicate condamnării lui Mehmet Shehu. În 1982, partidul comunist publică o a doua ediție a istoriei sale oficiale, înlăturând toate referințele la Shehu.